# Лефортовська тюрма
СІЗО Лефортово — слідчий ізолятор у Москві, підпорядкований Міністерству юстиції Росії. Знаходиться у районі Лефортово за адресою Лефортовський вал, буд.5, вхід з боку Енергетичної вулиці (Енергетична вулиця, буд. 3а), в'їзд з боку Лефортовського валу.

## Історія
Тюрма була заснована 1881 року як військова в'язниця для утримання нижчих чинів, засуджених до невеликих термінів. Вважається, що первинна будівля зведена архітектором П. Козловим. Неодноразово перебудовувалась й добудовувалась.
Після Жовтневої революції в'язниця перейшла до ВНК.
У часи «великого терору» тюрма широко використовувалась НКВС як місце тортур під час проведення допитів.
З 1954 до 1991 року тюрма була слідчим ізолятором КДБ. В ньому утримувались під час слідства багато відомих радянських дисидентів.
З 1995 року Лефортовська тюрма — слідчий ізолятор ФСБ РФ.
У 2005 році тюрма була переведена під управління Міністерства юстиції. Закон, що заборонив ФСБ мати слідчі ізолятори, набрав чинності у квітні 2006 року.

## Відомі бранці
- Василь Блюхер
- Кирило Мерецков
- Володимир Буковський
- Віл Мірзаянов
- Рагім Газієв
- Євгенія Гінзбург
- Григорій Гуковський
- Олексій Кочетков
- Едуард Лимонов
- Тетяна Окунєвська
- Юрій Орлов
- Олексій Пічугін
- Олег Сенцов
- Ігор Сутягін
- Йосип П'ятницький
- Салман Радуєв
- Ірина Ратушинська
- Матіас Руст
- Олександр Солженіцин
- Зоя Федорова
- Хуго Целміньш (розстріляний)
- Роман Мокряк
- Богдан Небилиця
- Андрій Ейдер
- Андрій Сорока
- Олег Мельничук
- Інші члени екіпажів 3 кораблів ВМС України, захоплених біля Керченської протоки.